# فقط برقص (ترانه)
«فقط برقص» (انگلیسی: Just Dance) نخستین تک‌آهنگ خوانندهٔ آمریکایی لیدی گاگا است. او ترانه را به صورت مشترک با ایکان و تهیه‌کنندهٔ ترانه، ردوان نوشت. این ترانه همچنین شامل آواز کولبی اودونیس است و در ۸ آوریل ۲۰۰۸ به عنوان تک‌آهنگ لید نخستین آلبوم استودیویی گاگا به نام شهرت (۲۰۰۸) منتشر شد. گاگا این ترانه را به مدت ۱۰ دقیقه به عنوان «یک ضبط شاد» نوشت. از لحاظ اشعاری، «فقط برقص» در مورد مستی در یک کلاب صحبت می‌کند.
ترانه نقدهای مثبتی را از سوی منتقدان موسیقی دریافت کرد. منتقدان از کلاب، ماهیت سرود مانند و آوای وابسته به آن را تحسین کردند. این ترانه در شماره یک جدول ایالات متحده، استرالیا، کانادا، یونان، ایرلند، هلند و پادشاهی متحده قرار گرفت و همچنین به پنج‌تای برتر جدول جمهوری چک، مجارستان، نیوزیلند، نروژ، اسکاتلند، اسپانیا و سوئد رسید. در ایالات متحده، «فقط برقص» یک اسلیپر هیت بود و پیش از رسیدن به بالاترین جایگاه جدول در ژانویه ۲۰۰۹، تقریباً پنج ماه را در جدول بیلبورد هات ۱۰۰ گذراند. این تک‌آهنگ با فروش بیش از ۱۰ میلیون نسخه در میان پرفروش‌ترین تک‌آهنگ‌های تمام دوره‌ها قرار دارد.
در موزیک ویدئوی این ترانه، گاگا را در مهمانی ای که در آن ترانه را پخش می‌کند، به تصویر کشیده می‌شود و مهمان‌ها را برمی‌انگیزد تا با لذت شروع به رقصیدن کنند. گاگا تجربه فیلم‌برداری این ویدئو را با حضور در ست فیلم مارتین اسکورسیزی مقایسه کرد. «فقط برقص» توسط گاگا در چندین حضور زنده مانند جیمی کیمل لایو! و نمایش گفتگومحور امشب با جی لنو، همه تورهای کنسرت او و نمایش بین دو نیمه سوپر بول ۵۱ اجرا شد. او معمولاً هنگام اجرای این ترانه کیتار می‌نوازد. در سال ۲۰۰۹، این ترانه در پنجاه و یکمین مراسم جایزه گرمی نامزد دریافت جایزه بهترین ضبط رقص شد.